# الفحص (مدينة)
الفحص إحدى مدن الجمهورية التونسية، تقع في ولاية زغوان على بعد حوالي 60 كلم من العاصمة، وهي أكبر معتمدية من حيث المساحة في هذه الولاية زغوان
تتصف مدينة الفحص بكونها مدينة فلاحيه جاذبة وذلك باستقبالها لسكان جدد باستمراروللعمال بالقطاع الصناعي خلال العقدين الأخيرين.
اسمها الاصلي قنطرة الفحص (بالفرنسية Pont du Fahs).

## تاريخ
تقع الفحص على مسافة كيلومترين جنوب الموقع الأثري توبربو ماجوس المدينة العائد تاريخها للعصر البونيقي ثم الروماني والتي تضم بعض أهم وأجمل لوحات الفسيفساء والتماثيل الرومانية وكذلك الحمامات والمعابد. وفي اللغة العربية القديمة للفحص معنى السهل المنبسط الذي يقام فيه وكان الفرنسيون يضيفون كلمة (قنطرة) لأسماء التجمعات الحضرية لذلك أخذت هذا الاسم«قنطرة الفحص» تاريخيا ويختصراليوم في الفحص والثابت هو أن الموقع الحالي كان منذ القرن 19 مركزا لسوق تجمع سكان الأحياء القريبة من النقطة التي أسس بها الفرنسيون سنة 1903 محطة للسكك الحديدية وكانت أولى علامات الفحص الحالية.

## جغرافية
وجودها على ضفة وادي مليان ـ ثاني الأودية التونسية دائمة الجريان ـ وعلى سهل زراعي خصب تشهد عليه فسيفساءات ترمز لزياتين وحبوب المنطقة منذ أكثر من ألفي سنة ـ ووجودها على مسار خط السكك الحديدية بين العاصمة ومناجم أقصى الغرب التونسي ـ وجودها على ملتقى طرقات تصل بين تونس العاصمة والقيروان وسليانة وكذلك مدن الساحل الأوسط مثل سوسة ومدن الشمال الغربي مثل باجة والكاف

## مرافق
الفحص تجمع بين خصائص التجمعات الريفية في بيئتها الزراعية وبين خاصية التجمع الحضري بتزايد مرافقها العامة من إدارية وصناعية وصحية وتوسعها العمراني المتواصل وجذبها للمتسوقين الباحثين عن المواد الطبيعية كالعسل ولحوم الضأن والخضر ولكنها تفتقد للفضاءات الترفيهية رغم ثرائها البيئي والثقافي.
من نشاطات المدينة المهرجان الصيفي تبربوماجيس للفلكلور والفنون الشعبية، التسوق أواخر الأسبوع، رحلات الصيد والمواقع الأثرية بالمحيط القريب.